# 熊本弁
日本語 > 九州方言 > 肥筑方言 > 熊本弁
熊本弁（くまもとべん）は、熊本県で話される日本語の方言である。福岡県西部・南部、佐賀県、長崎県の方言とともに、肥筑方言に属する。

## 区画
県内の方言は大きく北部方言と南部方言に分けられる。さらに、下記のように細分される（郡名はいずれも今は市となっている地域を含む）。
- 熊本北部方言
  - 熊本北部方言 - 下記以外の地域
  - 熊本東部方言 - 阿蘇郡・上益城郡北東部
- 熊本南部方言
  - 八代・葦北方言（やっちろ弁） - 八代市・八代郡・水俣市・葦北郡
  - 球磨方言（くま弁） - 人吉市・球磨郡
  - 天草方言 - 天草市・天草郡

形容詞のカ語尾、終助詞「ばい」「たい」、逆接の接続助詞「ばってん」などの、肥筑方言の要素は、北部方言に最も強く現れる。その中心には熊本市方言があり、これが南部方言に影響を与えて各地の特徴を薄めつつある。北部方言のうち、阿蘇郡・上益城郡北東部は、形容詞に「イ語尾」を使い、連母音aiがeːに変化するなど、豊日方言的な要素がある。
南部方言、特に球磨・葦北地域には母音脱落による「寸詰まり」の発音を始めとして、敬語「もす」、順接の接続助詞「で」、疑問詞で「～どが？
」、逆接の接続助詞「どん」など、薩隅方言（鹿児島弁）の要素がみられる。特に、長らく人吉藩（相良藩）領だった球磨地方や、天草地方は特異性が強い。

## 発音
- 熊本県内のアクセントは2種類に大別される。東部・北東部は無アクセント（平板一型）であり、福岡県筑後地方・宮崎県につながる。西部・南西部は二型式アクセントであり、鹿児島県や、海を挟んだ佐賀県南部・長崎県南部につながる。同じ二型式アクセントであっても、具体的な音調には県内での違いがあり、熊本県北西部の「玉名式」と南西部の「芦北式」に分かれる。例えば、二拍の名詞のうち、「足」「海」「朝」などの第三類・四類・五類は、北西部では低く平板に発音されるが、南西部では尻上がりの発音になる[6]。 熊本県内の二型アクセントは、鹿児島と比べて高低が弱い。無アクセントの範囲は熊本市大部分を含んでおり、近年（1983年時点）はさらに範囲が拡大し、二型アクセントとされる地域の各地で無アクセント化が進行している[7]。
- 促音が多用される。「てッどう（鉄道）に出る」（＝JRに勤務する）、「くっとき」(来る時)「だッでんよか」（＝誰でもよい）特に高齢者を中心に語尾の「〜ます」の否定形「〜ません」を「〜まっせん・〜まっしぇん」と言い、用例として「ありまっせん」（＝ありません）。
  - 1907年（明治40年）に発表された紀行文『五足の靴』では、一行が鹿児島本線を熊本に向かう途中、植木駅での売り子の呼び声を描写して「植木の停車場（すてーしょん）では餅を売る。其呼び声は『もち』では無くつて、唯単に『も』である。」とある。これは熊本弁の発音では/moːt͡ɕ/であり、「ち」の子音が脱落するため、車内からは/t͡ɕ/が聞き取れなかったものと思われる。[独自研究?]
- 年配者は「火事」と「家事」の発音を区別し、それぞれ「くゎじ」と「かじ」とする。同じ地元の人間でも聞き分けることがむずかしい場合がある。
- 連母音/ai/は、北部方言では/jaː/に変化する[8]。形容詞で活用部分の終止形が「ai」となるものがこの変化をする。例：「甘い」→「あみゃー」、「冷たい」→「つめちゃー」。「怖い」「弱い」は、「こやー」「よやー」となる。阿蘇郡では/eː/、球磨・葦北・天草南部は/eː/、/e/となる[8]。

## 文法
- 「お前」を意味する二人称代名詞「主（ぬし）」が使われる。例：「主ゃなんば言いよっとや？」（お前何言ってんだ？）。
- 形容詞は、標準語では「赤い」「大きい」など「…い」と結ぶが、西九州地方の方言では「赤か（あかか・あッか）」「大きか」のように「…か」で結ぶのが特徴である。「太か」「旨か」「寒か」など枚挙に暇がない。阿蘇郡では「…い」が優勢である[9]。
- 標準語の格助詞の「〜を」は「〜ば」となる。古語の「〜をば」から「を」が脱落したもので、「酒を飲む」が「酒ば飲む」となる。「ノートをとりなさい」が「ノートばとらんね」となるのも同様である。
- 主語を表す標準語の格助詞の「〜が」に相当する古語の「〜の」を用いることがある。例：先生の来なはる（先生が来られる）。また、所有を表す標準語の格助詞の「〜の」に相当する古語の「〜が」を用いることがある。例：主が息子（お前の息子）。
- 準体言を表す「の」に相当する「と」が使われる。例：「食べんと？」（食べないの？）、「これは俺んとばい」（これは俺のだぞ）。
- 西日本で広く使われる断定の助動詞「〜や」（「だ」に相当する。例：勝ちたいんや）も使用されることがあるが、むしろ古語由来の疑問の終助詞「〜や」（「か」に相当する。例：勝ったとや？）の方が多く使われる。熊本市を中心に「〜だ」が優勢である。
- 熊本弁は今日でも尊敬語がよく使われる方言と言われる。「〜（して）いらっしゃる」の意味で「〜（し）よらす」「〜（し）よんなはる」を多用する（ただし「〜（し）よらす」は、県内でも地域によっては「〜（し）やがる」という意味合いで用いられるので注意が必要）。今日標準語で敬語をかなり意識的に使うのと異なり、これらの語は人によってはほとんど無意識的に使われ、時には目下や動物にまでも使うため、熊本弁は比較的丁寧な方言であるという印象を受ける人もいる。しかしその反面、同県民同士での話し方や独特の発音が九州地方でも「荒い（穏やかでない）」方であると言われ、初めて聴く他地域人には、まるで怒っているかの様に捉えられてしまい「怖い」との印象を持たれる場合がしばしばある。
- 尊敬・使役の助動詞である古語「〜す」が今でも使われる。例：「飲ます」（飲まれる）、「食べらす」（食べられる）、「行かす」（行かれる）、「来らす」（来られる）。ただし、尊敬の意味で使われていても、他県人には使役の意味（飲ませる、食べさせる、行かせる、来させる）に取る可能性が高い。
- 「〜す」「〜さす」に敬意表現がある地域とない地域が存在し、ない地域では「〜なはる」、【例：「飲みなはる」（飲まれる）、「食べなはる」（食べられる）、「行きなはる」（行かれる）、「来なはる」（来られる）】、が使用される。「〜なはる」系を使用するグループにおいて目上の者に「〜す・〜さす」を公然と使用する事は、かなりの不敬にあたり注意を要する（同輩・目下の者に対する表現とされる）。戦後熊本市内の高校に就学した天草地方の少年達が「先生の来（こ）らす」と発言した為に、耳にした教師から「『先生の来（き）なはる』だろうが！」と非常な叱責打擲を受けた例が熊本日日新聞に載った事がある。熊本市から周辺に行くほど敬意を含む地域となるが、現代では引っ越し等により生活域が入り混じってしまったため、各家庭により「〜す・〜さす」に敬意表現があるかどうかが異なるのが現状である。
- 現代語では上一段活用、下一段活用になってしまった動詞が上二段活用、下二段活用で使われることがある。例：「でくる」（できる）、「褒むる」（褒める）、「燃ゆる」（燃える）。終止形は文語のそれに「る」が付く。これ以外にも古語の名残が随所にみられるのも特徴であり、本居宣長も『玉勝間』で、肥後の方言に古雅の風が残っていることを印象深く語っている。
- 「出る」「見る」の未然形が、一段活用であれば本来「出ん」（出ない）「見ん」（みない）となるはずのところ、「出らん」「見らん」となる。
- 熊本県荒尾市出身で、自身のネタに熊本弁を交えるお笑いタレント・ヒロシの影響で、2005年 - 2006年位に女子高校生の間で起った方言ブームで、熊本弁はよく使われた（「〜とです」「とっとっと」「〜ばい」など）。ただし、荒尾市は隣接する福岡県の大牟田市と方言が似ているので、ヒロシのアクセントはどちらかというと熊本弁より大牟田弁に近い。

## 用例

### 動詞関連

#### あ行
- 「あえる・あゆる」（＝汚れが落ちる） … 「こん石鹸じゃなかなかあえんね」（＝この石鹸じゃなかなか汚れが落ちないね）。
- 「飽く（あく）」（＝飽きる） … 「あたのグチは聞き飽いたバイ」（＝あなたの愚痴は聞き飽きたわよ）などという。（厳密に言えば、現在も西日本で広く使われる言い方と云うべきもので、唱歌の「菜の葉に飽いたら桜にとまれ」とあるように、文語・古語としての通常の言葉である。）
- 「あくしゃうつ」 （＝困る・頭に来る・むかつく）… 頭に来る的な意味合いで使われる事が多い。「まっごあくしゃうつ！」（＝非常に頭にくる！）
- 「あとぜき」（＝自分が開けたドア・戸を閉める事）…「寒かろが。あとぜきばせんか」（＝寒いだろ。戸を閉めろ）
- 「あゆむ」（＝歩く） … 「もうあゆもごんにゃー」（＝もう歩きたくない）
- 「ある」（=行われている、催されている）…「今、会議がありよるけん、こん部屋は使えんよ。」（=今、会議が行われているから、この部屋は使えないよ。）九州全体で使われているが、九州県民はこの言葉が標準語ではないことを、他地方の県民に指摘されて初めて気付くほど、違和感なく用いている。
- 「いける」（＝食べられる等） … 「なんや、もういけんとや」（＝なんだ、もう食べられないのか）。一般的にもお酒に関して「いける」と使う事もあり、意味合いは似ているので特別な方言とは言いがたいとも言える。
- 「うしつる」（＝捨てる）…「ゴミばうしつっ。」（＝ゴミを捨てる。）
- 「失う（うしのう）のうなる」（＝紛失する） … 「再発行でけん書類だけん失わんごつせにゃんばい」（＝再発行できない書類だから紛失しないようにしなさい。）「財布ばのうなかした」（＝財布をなくした）地域によって年配者は「のううしのた（失のうた）」と言う。
- 「うちあう・うっちゃう」（＝かまう・相手にする） … 殴り合いや銃撃戦の様な「打ち（撃ち）合う」ではない。「うちあってくれよ。うっちゃってくれよ。」（＝かまってくれよ。）否定形だと「うちあわん」となる。
- 「うっちょけ（打ち置け）」（＝ほうっておけ） … 「そけうっちょけ」（＝そこに捨てておけ）また「うっちゃっとけ」と言う人もいる。なお、南部（葦北地方）では「ぶいやっとけ」とも使われる。
- 「うつ・うったくる」（＝叩く・殴る・ぶつ） … 熊本県民が相手を威嚇する際には「うたるっぞ、ぬしゃ！」（＝ぶん殴ってやろうか、てめぇ！）と、よく使う。ケロロ軍曹のメインキャラの一人（一匹？）タママが攻撃を行う際に言う「んだるっぞ、ぬっしゃぁ〜！」はここから来ている。
- 「植わる（うわる）」（＝植えてある。（自然に）生えている） … 「そけ桜ん木がうわっとる」（＝そこに桜の木が植えてある）。
- 「えいくらう・えくろう」（＝酔う） … 原意は「酔いを蒙る（ゑい喰らう）」から。「あさきゆめみしゑひもせす」の「ゑひ（酔ひ）」と同じ用法である。「ぬしゃ、えくろうちか来とんね。」（＝お前、酔っ払ったまま来たな。）
- 「会うた（おうた）」（＝会った） … 厳密に言えば西日本で広く使われる言い方。「昨日、鶴屋であーたん弟さんにおうたったい」（＝昨日、鶴屋であなたの弟さんに会ったんだよ）。現在進行形では「会（お）うとる」（＝会っている）となる。同様な発音で「買った」を「こうた」と発音する。
- 「おっこいつく」（＝ふざける）… 「そぎゃん、おっこいつきなすな。」（＝そんなに、ふざけるのはやめなさい。）
- 「おっとる」（＝盗む・ネコババする） … 一般的に知られる「パクる」等と同意語。南部で使われる。
- 「おめく」（＝叫ぶ・わめく） … 大声を出す事全般に使用される。「ぬしゃ、そぎゃんおめくなよ。」（＝お前、そんな大声出すなよ。）

#### か行
- 「かかじる」（＝掻く・引っ掻く） … 「そぎゃんかかじっと、血ん出るばい。」（＝そんなに引っ掻くと血が出るよ。）
- 「かじめる」（＝片づける）… 天草方面のみ使用。「そんハサミば、かじめといて。」（＝そのハサミを片付けておいて。）
- 「かずむ」（＝（においを）嗅ぐ）
- 「かせする」（＝手伝う）…「加勢する」が訛ったもので、共通語としては文語的表現でしか使われない語であるが、熊本では口語として頻繁に使われる。
- 「かたぐ」（＝肩で担ぐ）
- 「かたる・かつる・かてる」（＝加わる、加える） … 他府県でも使用される言い方でもある。「ボクも遊びにかてて」（＝ボクも遊びに加えて（参加させて））。「かたりたい人？」（＝加わりたい人？）また、同様の意味で「まぜる」もある。「ボクも遊びにまぜて」（＝ボクも遊びに参加させて）
- 「かつれる・ かつるる」（＝飢える、お腹が減る）空腹というよりむしろ、低血糖で力が出ない状況というニュアンス。
- 「かなう」（＝効く・動く） … 効果などを表す。「寒くて手がかなわん。」（＝寒くて手が効かない。）通常通り「かなわない（＝負ける・降参する・困る）」の意味でも使用される。
- 「がぶる」（＝揺する・振る）…相撲で腰を振って痛いという意味。
- 「がまだす」（＝働く・精を出す） … 「我慢出す」から。「がまだしもん」（＝働きもの）、「がまだせ！」（＝働け）　※最近は番組タイトルの影響でガンバルの意味に使う人も多い。
- 「がめる」（＝盗む・ネコババする） … 一般的に知られる「パクる」等と同意語。主に北部で使われ、南部ではほとんど使われない（南部では同義語で「おっとる」をよく使う）。
- 「からう」（＝背負う） … 「ランドセルをからう。」（＝ランドセルを背負う。）
- 「鍛われる（きたわれる）」（＝鍛えられる。厳しく指導を受ける） … 厳密には方言ではないが、この様な場合「もまれる」等が多用される現在においても熊本ではこちらの方が多用される。「新人なら、きたわれにゃんたい」（＝新人なら、鍛えられないといけないね）。
- 「くびる・きびる」 （＝結ぶ）… 厳密に言えば方言ではないが、現在あまり使われないこの表現を熊本では普通に使用するケースが多い。「新聞紙ばくびっとって。」（＝新聞紙を（紐で）結んでおいて。）「きびる」とも言う。
- 「くらす・くらわす」（＝叩く・殴る・ぶつ） … 熊本県民が相手を威嚇する際には「くらすぞ、ぬしゃ！」（＝ぶん殴ってやろうか、てめぇ！）と、よく使う。
- 「ころす」（＝殴る）… 正確には、「くらわせる」を訛って早口で言ったものだが、標準語圏の人には「ころす」と聞こえるらしい。「ぬしゃ、ころすけんね。」（＝お前、殴るよ。）
- ↑上は「ころす」ではなく「くらわすっ」（＝殴る）… 「くらわせる」以下同上
- 「凝わる、強る（こわる）」（＝こる等） … 一般的に「コリ」など、体の不調による硬さ・動きづらさ・筋肉痛などを表す。「運動不足だけん、す〜ぐ足んこわったいね」（＝運動不足だから、すぐ足がこるんだよね）「寒くて手のこわっとぉ」（＝寒くて手が効きにくい）

#### さ行
- 「さるく・さらく・さろく（彷徨く）」 … 歩き回る。ほっつき歩く。うろつく。うろつきまわる。古語の「しありく」からの転である。「さらく」「さろく」とも言う。「言うてさる（ら、ろ）く」（言いふらす）という用法が多い。
- 「さるきまわる(彷徨きまわる)」…彷徨い歩く+ほっつきまわる、と言ったニュアンスで、若干侮蔑的・自虐的な使われ方となる。「さらきまわる」「さろきまわる」とも言う。「あんおっつぁんな、いっでんさる（ら、ろ）きまわりよらす。」(=あのおじさんは、いつもフラフラほっつき回ってる。)
- 「しかぶる」（＝小便を漏らす）…「ぬしゃ、しかぶっちゃおらんか？」（＝おまえ、小便漏らしていないか？）
- 「しっ」（＝知る）…「しゃんこつ、しっか！」（そんな事、知るか！）「しっとる。」（＝知っている。）「しらん。」（＝知らない。）
- 「しこる」（＝かっこつける。威張る） … 「あんやつ、最近しこっとんね」（＝あいつ、最近気取っているね）。他府県民が初めて聴くと誤解して驚く言葉の一つ。県外で使用すると誤解され笑われることがあるが、この「しこ」は古語における「醜（しこ）＝強い」の意味で、「強い+している=強がっている」という意味。
- 「しゃぶる・しゃぶっ」（＝喋る）… 「指をしゃぶる」等の通常の意味もあるが、ここでは「喋る」の意。「あん人はようしゃぶんね」（＝あの人はおしゃべりだね。）
- 「すざる」（＝後ろにさがる）…「まち〜っとすざれ」（＝もう少し後ろに下がりなさい）
- 「すーすーすー」（＝肌寒い）…「こん部屋、何かすーすーすんね〜。」（＝この部屋、何か肌寒いね）
- 「しょのまれる」… 「ねたまれる」の意味に近いが、ニュアンスが微妙に異なる。
- 「せせる・いらう」（＝さわる・いじる）…「車をせせくる」（＝車をいじくる）「いらいなさんな」（＝いじりなさんな）
- 「せん」（＝しない）…「もうせんよ」（＝もうしないよ）
- 「さしより」（＝とりあえず）…「さしより目的地に行こうよ。」（＝とりあえず目的地に行こうよ）

#### た行
- 「つこかす」（＝（物を）落とす・転がす） … 「皿ばつこかしてしもうた」（＝皿を落としてしまった）。 「こける」の他動詞形「こかす」に接頭辞「つ」をつけて強調したもの。
- 「つこける」（＝転ぶ）… 「石にひっかかってつこけたばい。」（＝石にひっかかって転んだよ。）
- 「つっくえる・つぐえる」（＝壊れる）…「スマホんつぐえた」（＝スマホ壊れた）
- 「づる」（＝出る） … 古語の「いづ・いづる」等の系統で、古くは日本を現す「日いづる国」の「づる」と同じである。「ションベンのづっ。」（＝オシッコが漏れそう。）また「ひっと出る」とも使用されるが、こちらは多くの場合「飛び出る」、「ついつい出てしまった」等の意味合いが強い。
- 「とっとっと」 … 熊本独自の方言という訳ではないが、九州の方言として最も有名な言葉のフレーズの一つ。これに対する肯定的な答え方は一般的に「とっと・とっとー」。「あーたん分の菓子ばとっとっとー」（あなたの分の菓子を残してあるよ）疑問になると語尾の発音が上がる。「昨日のラジオとっとっと？」（昨日のラジオを録音してある？）
- 「どもする」もの忘れてして同じ事を何度もすること。（欲ども・・・返してもらったのに忘れて何度も請求すること）

#### な行
- 「なおす・なわす」（＝片付ける。しまう） … 「皿ばなおさんね」（＝皿を片付けなさいよ）。九州地方共通の方言。
- 「ぬかる」（＝刺さる） … 「指ん何かぬかった」（＝指に何か刺さった）。
- 「ねまる」（＝腐る・駄目になる） … 九州地方の方言で熊本でも使われる。「こん牛乳、ねまっとる」（この牛乳、腐っている）腐る程でなくても痛んでいて食べない方が良い状態、また機械・物品等が壊れてしまった、人として良くない、状況的に悪い等の意味合いもある。
- 「ねんかかる」（＝寄りかかる） … 「木にねんかかる」のように何かに寄りかかること。

#### は行
- 「ばた狂う・ばたぐる」 （＝慌てる。バタバタする。じたばたする）… 「用事が重なってばたぐるった」（＝用事が重なってバタバタしてしまった。）
- 「はってた」（=第三者が去る。もしくは逝去する）…「もうはってたばい（=もう行ってしまったよ）」「あん人はもうはってかした（=あの人はもう亡くなってしまった）」
- 「腹かく」 … 機嫌を損ねる事。「腹かいとるごたっばい。」（＝機嫌が悪いみたいだよ。）「はりかく・はるかく」と言う地方もある。
- 「掃わく（はわく）」（＝掃く） … 「廊下ば掃わいとってね」（＝廊下を掃いておいてね）。九州地方共通の方言で標準語と誤解されている言葉の一つ。
- 「ひっきゃぶる」（＝破る。引き破る） … 「ばっ、おっが貸した本ばひっきゃぶったね」（＝わっ、俺が貸した本を破ったね）。特徴で述べられている「促音の多用」の用例。同様に「ひしゃげる」等は「びっしゃげる」となる。
- 「ひょがむ」（＝歪む） … 「こん棒なひょごどる。」（＝この棒は歪んでいる。）　「よがむ」ともいう。
- 「ほうらつか」（＝たくさんある）…「このみかんはほうらつかね。」（このみかんはたくさんあるね。）
- 「ほがす・ほげる・ほがる・ほぐる」（＝（穴を）開ける・開く） … 「靴下に穴んほげた」（＝靴下に穴が開いた）。「あんま無理すっと穴んほぐったい」（＝あんまり無理すると穴が開くよ）。つっぽがす、つっぽげたとも言うが、この場合は急に開いたの意味。九州方言。

・「ほ」(=それで）接続詞
- 「ぼぼ」 （＝ＳＥＸ）… 「ぼぼしょ」（＝ＳＥＸしようよ。）

#### ま行
- 「見ゆる」（＝見える） … 「星の見ゆんな？」（＝星が見えるかい？）
- 「もだえる」（＝急ぐ）… 「もだえて帰えんなすな」1（そんなに急いで帰らないで）
- 「もだえる」（＝振る舞う、持成す）… 「そぎゃんもだえんでよか」2（そんなに持成なさないで結構です）
- その他、西日本共通語ともいうべき「舐る（ねぶる）」（＝なめる）・「まどう・まだう」（＝弁償する）・「こける・こくっ」（＝転ぶ）*「拾う（ひらう）」等の動詞もよく使われる言葉である。

#### わ行
- 「わっか・わいか」（＝悪い）…「気分のわっか」（＝気分が悪い）

「わっか」については、同じ発音でその他「若い」と言う意味でも使用される。「わっかねぇ」（＝若いねぇ）「わっかもん」（＝若者）
- 「わら」（＝お前） … 「わらなん言いよっとか」（＝君なに言ってるの）

### 形容詞関連

#### あ行
- 「あっ」（＝ある）…「人気のあっ」（人気がある）（特徴で述べられている「促音の多用」の用例）また「あれ」と言う意味でも同様の表現が使用され、「こっ」（＝これ）「そっ」（＝それ）「どっ」（＝どれ）「だっ」（＝誰）等がある。
- 「いかん・わからん」（＝駄目・悪い）… 関西方面の「アカン」と同意語。「あそこの病院はいっちょんいかん」（あそこの病院は全然駄目だ）一般的に「いかん」が多く仕様される。もちろん通常の意味として「いかん」は「行かない」の意味もあり、「わからん」は「解らない」の意味もある。また地域によっては「あからん」とも言う。
- 「いさぎー」（＝大変・非常に）… 「いさぎーうつくしか」（大変綺麗だ）「わ」を付けて強調し「わいさぎ（わいさし）」等とも使う。 漢字で書くと潔。
- 「いっちょん」（＝全く・全然）… 九州の方言として最も有名な言葉のフレーズの一つで、もちろん熊本でも使用する。「いっちょんわからん」（全然解らない）
- 「うつくしか」（＝きれい） … 「犬が餌ばうつくしゅう平らげた」（＝犬が餌をきれいにたいらげた）ただしこれを使用するのは年配者が多く、元々共通語で「美しい」は話し言葉としては一般的ではなく「綺麗」が一般的であり、熊本でも最近は「きれいか・きれか」を用いる場合が多い。
- 「えすか」（＝怖い・恐ろしい） … 荒尾・玉名で用いられるが、熊本市内ではあまり使われない。佐賀弁などにも見られる。
- 「おちゃっか」（＝おうちゃく者・生意気）「ぬしゃおちゃっかったい！」（＝お前生意気なんだよ！）
- 「おろいか」（＝ぼろい・悪い）…よろしくない、ボロイ物や悪いの意味。古い英語表現 "less good" に相当。「こん車はおろいかね〜。」（＝この車はボロイね〜。）「あん奴は、根性のおろいか！」（＝あいつは根性が悪い）

#### か行
- 「かつるる・かつれる」（＝飢える・腹が減る・空腹）
- 「かんなし（勘無し）」（＝考え無し・手加減無し）…「ぬしゃ、かんなしだん！」（＝お前、やりすぎだよ！）の様に「行き過ぎた行動」等を表す。
- 「かんなし（感無し）」（＝感覚がない・強い人）… 熊本では痛みを感じない人間が戦闘で一番強いと信じられている。
- 「きける」（＝頭がおかしい）…熊本ではかなりの差別用語の一つ。
- 「ぐらしか」（＝気の毒だ）…南部のうち、球磨・葦北地域で使われる。薩隅方言と重複。
- 「ぐるい、ぐるり」（＝周辺。まわり）…「こんぐるいば廻ってけぇ」（ここの周りを廻ってきて
- 「げさっか（下作っか）」品がない、下品。
- 「こそばいか・こちょばゆか」 （＝くすぐったい）… 「こそばいかけん、やめんかって」（＝くすぐったいから、やめろよ）
- 「こっぱげる」 （＝剥がれる・禿げる）
- 「濃ゆか」（＝濃い） … 九州地方共通の方言。「こん弁当、味が濃ゆかね」（＝この弁当、味が濃いね）「濃か・濃いか」とも言う。
- 「こんちゃか」 （＝小さい）… 「こんこんちゃかつのは何ね？」（＝この小さいのは何ね？）最近では「ちっちゃか」、「ちっちゃー」のが多用される。

#### さ行
- 「しっか」（＝しっかり） … 「しっかせぇよ。」（＝しっかりしろよ。）前述の「知るか」の意味でも同じ表現がある。
- 「しゃんむっでん」（＝遮二無二）…「しゃん」（＝そこまで）と「むっでん」（＝無理して）の合成らしいが、今日一つの言葉として認識・用いられている。「しゃんむっでんせんちゃ、よかばい」（＝そこまでしてしなくても、いいよ）「しゃんもっでん」「しゃんむっちゃ」とも言う。
- 「せからしか」（＝うるさい・やかましい）… 九州の方言として最も有名な言葉のフレーズの一つで、もちろん熊本でも使用する。「せからしかったい！」（＝うるさいんだよ！）ただし最近の熊本では「うるしゃー・うっしゃー」のが多用される傾向にある。

#### た行
- 「たいぎゃ・たいが」（＝とても、かなり）… 英語で言うveryに相当。熊本人が表現を非常に強調したい際に使用される。「たいぎゃ食いよらしたばい」（かなり食べてましたよ）その他この手の表現に「まうごつ・まっご」「なばんごつ・なば」「だごんごつ・だご」「はうごつ」「そーにゃ」「ごろ」等、地域・人によって多彩なバリエーションが存在する。（例）「だご、あくしゃうつ！」（＝すごく頭に来る！・非常に困る！）熊本市出身の森高千里は、「たいぎゃ」を「この街」（1991年）の中で用いている。
- 「たぎる」（＝（お湯が）煮立っている、熱すぎる）…「こん風呂、たぎっとる」（＝この風呂、熱すぎる）
- 「だごんごつ・だごんごて・だご」（＝とても、かなり）「だご」とは団子を指す。昔は団子を沢山作ったので。
- 「とぜんなか」（＝徒然なか:寂しい）つれづれ(徒然:やる事がなくて退屈・寂しい)の音読みが変化したものと考えられる。

#### な行
- 「なか」（＝無い）… 九州地方共通の方言。「なかとよ」（＝無いんですよ） 他地域の人にはしばしば「中」に意味として誤解される。例えば、「〜あります？」と訊かれ「なか」（＝無い）を「中にあるんだ」と、「これはどうだ？（批評を訊く）」と訊かれ「なかなか」（＝無い無い（有得ない））を「中々である」と、「なかなかなか」（＝なかなか無い）等に至っては全く意味が解らないという話もある。

その他、「にゃあ」も同じく「無い」の意味で使われる。また同様に「〜さい」「〜ない」「〜かい」となる言葉を（(例)「臭い」「汚い」「若い」等）を「〜しゃあ」「〜にゃあ」「〜きゃあ」（(例)「くしゃあ」「きたにゃあ」「わきゃあ」等）と発音するケースもある。
- 「なばんごつ・なばんごて・なば」（＝とても、かなり）「なば」とは中世日本語のキノコ（ヒラタケなど）を指す。キノコがわらわらと大量に発生している状況になぞらえている。
- 「なんか・なーんか」（＝長い） … 「最近、日のなーんかな」（最近、日が長いね）「ながか」「なぎゃあ」と言う人もいる。
- 「ぬしゃ」（＝お前は）　…お主は（おぬしは）から変形したと考えられる。ケンカ言葉と、親友同士の呼びかけと、両極端の用法がある。発音が「にしゃ」に近くなることもある。
- 「ぬすけ」（＝ぼーっと） …「ぬしゃ、ぬすけとらんで」（＝お前、ぼーっとしていないで）ふてぶてしい、知っていて知らない顔をしている様にも使われる。「わっかこつばしたとが、ぬすけとる」（悪いことをした奴が、素知らぬ顔をしている）

#### は行
- 「はうごつ・はうごて」（＝とても、かなり）…「這うように」の変形訛りと思われる。「今晩は、はうごつ飲んだ」（今晩は、かなり飲んだ）

- 「ひだるか」（＝おなかがすいた）

#### ま行
- 「まうごつ・まうごて」（＝とても、かなり）…「舞うように」の変形訛りと思われる。「今年は、まうごつお年玉を貰ろうた」（今年は、かなりお年玉を貰った）
- 「まっぽし」（＝ピッタリ・バッチリ・ずばり）漢字表記ならば「真っ星」であろうと思われ、江戸時代には弓や鉄砲の標的の黒丸をホシと言ったことから「的中」を強調する語から派生したと思われる … 「穴に、こんネジのまっぽしはまった。」（＝穴に、このネジがピッタリはまった。）
- 「まばゆか」（＝まぶしい） … 「まぶしいから窓を閉めてください」なら「まばゆか（まばいか）けん窓ばしめてはいよ。」という。最近の人は「まぶしか」と言う人が多い。共通語で「まばゆい」は文章語としてしか使わないが、熊本弁では口語で使う人もいる。
- 「むしゃんよか」（＝かっこいい） … 漢字を使って表記すれば「武者の良か」で、もとは「武者ぶりが良い」から。おもに外見がよいこと、見栄えがよいことをさす。小学生達が「あんスポーツカーはむしゃんよかねー」（＝あのスポーツカーはかっこいいね）」などという。加藤清正は、その武者ぶりのよさから、肥後の庶民の人気を勝ち得た。むしゃんええともいう。
- 「むぞらしか」（＝かわいい） … 「この小さい花はかわいいね」なら「こんこまーか花はむぞらしかなぁ」という。古語の「愛（め）づらし」から。県南部の球磨地方では「もぞか」、天草地方では「みぞか」と表現する。
- 「もなか」（おいしくない・まずい） … 「こん弁当、もなかね」（＝この弁当、まずいね）。「うまく ない」→「うもう なか」→「んもなか」→「もなか」と変化。しかし最近では「うもなか」「んもなか」を使用する場合が多い。

#### や行
- 「やおいかん」（＝難しい。くたびれる。骨が折れそう、簡単には出来ない） … 「柔(やわ)くいかない」の変化と思われる。「こん仕事は、やおいかんばい」（＝この仕事は大変そうだなあ）、「あん人、やおいかんけんね」（＝あの人、気難しいからね）など。
  - また、苦労している人に「やおいかんなぁ」と声をかけるとねぎらいの意味にもなる。
- 「よか」（＝いい）…「今日は天気のよか」（＝今日は天気が良い） 「よかよか」だと「いいから気にするな」「いいじゃないか」という意味合いになる等、状況によって多少のニュアンスの違いがある。また、もちろん共通語の「いい」と同様に否定・遠慮の意味での「よか」もある。
- 「よんにゅ」（=たくさん）…「よんにゅ入れっくっど」（=たくさん入れてくれ）天草地方で多用

#### ら行
- 「らん」（＝いらん） … 「もういらんよ」（＝もう いらないよ）…（＝おらん）「探しても おらんね〜」（＝探してもいないね〜）

#### わ行
- 「わっか・わいか」（＝悪い）…「気分のわっか」（＝気分が悪い）

　「わっか」については、同じ発音でその他「若い」と言う意味でも使用される。「わっかねぇ」（＝若いねぇ）「わっかもん」（＝若者）これが主に使われる。
- 「わら」（＝お前） … 「わらなん言いよっとか」（＝君なに言ってるの）

### 接頭辞・接尾辞
- 動詞の頭につける接頭辞が用いられる例として、「うちたおす・うッたわす」という場合がある。これは「撃ち倒す」や「打ち倒す」を指すのではなく、「うち」をもちいて「倒す」を強調しているだけである。もともと、この「うち」は、古語で用いられているもので「連銭葦毛の馬にうち跨り」「カンラカラカラとうち笑ひ」と同様の意味である。
- 「キャア・キャ」も動詞の頭につく接頭辞である。「酒を飲んだ」を「酒ばキャアくろた」、「恥をかいた」を「恥ばキャアかいた」などという。
- 接尾辞の代表例が「〜ばい」「〜たい」。例えば「いいよ」は「よかばい」「よかたい」となるのだが、両者のニュアンスはやや異なる。「よかばい」は自分が直接的対象の事柄への同意・許可をする返事、または、遠慮・拒否をする際等、「よかたい」は自分が間接的対象の事柄への同意・許可する返事、または、相手に同意・許可を求める際等に使用されるケースが多いと思われる（標準語で言えば「いいよ」と「いいじゃない」の様な感じ）が、確定的な法則ではない。「〜ばい」は標準語の「〜ぞ」「〜だぞ」に相当し、男性的な言葉であるが、女性が使う場面もときおり見られるようになってきている。
- 「～ばいた」 (「～ばい」と同じ) … 年配層では「～ばい」に「た」を加えた「～ばいた」が使われる。同様に語尾「～かい」も「～かいた」が使われることがある。「飯食わんかいた」(ご飯食べない？)
- 体言のあとに「〜よ」を付ける言い方は、標準語では女性的で、男性の場合は「〜だよ」と言うのに対し、熊本弁の場合は（イントネーションは違うが）男女の区別なく普通に使われる。例：「ごはんよ」「電話よ」。「〜ぞ」もやはり標準語と異なり、前に「だ」を付けない。例：俺がもらうとぞ（俺がもらうんだぞ）。俺が描いた絵ぞ（俺が描いた絵だぞ）。
- 接尾辞の「ごたる・ごた」は2通りの意味があり、1つは「〜の様だ」（〜の如くある、のウ音便で、「〜の如うある」が訛ったもの）で、たとえば「あん小学生は背の高うして、大人んごたる（＝あの小学生は背が高くて、大人みたいだ）」のように用いる。もう1つは「〜したい」の意味で「酒を飲みたい」が「酒ば飲もごたる」となる。同様に「行こごたる」（＝行きたい）、「食べよぅごたる」（＝食べたい）、などと用いる。ただし、厳密に解釈すれば、双方共「如くある」のウ音便で、後者も「行こう如くある」すなわち「行きたい」である。
- 「〜がえ・〜げ」（＝〜んち・〜の家） … 「こっが、あたがえな？」（＝ここがあなたの家ですか？）。また、自分の家のことを「俺んち」などと言わずに「我が家・オッがえ」と言う人も多い。
- 「〜がつ・〜と」（＝〜のもの） … 「こら、あたんがつな？・あたんとな？」（＝これはあなたのものですか？）。「そら、オッがつたい・オレんとたい」（＝それはオレのだよ）。名詞の後について所有代名詞化する。
- 「げな」(=だそうだ)…古語である伝達の助動詞「げな」が、熊本県北部(及び福岡県南部)では現在でも使われている。「明日ん練習休みげな。」(明日の練習は休みだそうだ。)
- 「〜（し）ぎゃ・（し）が」（＝（し）に） … 「〜さんは、車の修理ばしぎゃ行っとらすばい。」（＝〜さんは、車の修理をしに行っているよ。）
- 「〜（し）よる」（＝〜（し）ている） … 動詞の後に付き、進行形を示す。「まだ食べよっ（よる）とたい」（＝まだ食べている最中だよ）。この尊敬語が「〜（し）よらす」。進行形をあらわすものとしては、標準語の「〜（し）ている」に相当する「〜（し）とる」もある。これは現在進行中の状態の他に完了した状態も表すが（例：茶碗が割れとる）、「〜（し）よる」には完了の意味はない。
- 「〜ど」（＝〜だろう？） … 用言のうしろに付いて疑問推定を表す（例：お前も行くど？、食べたかど？）。標準語の「だろう」が体言にも付く（例：お前だろう？）のに対し、「ど」は体言には付かない。
- 「〜にゃん・～なん」（＝〜（し）なければならない） … 英語の「Must」にあたる助動詞。「そっはあたがせにゃん」（＝それはあなたがしなければならない）。「勉強ば頑張らにゃんたい」（＝勉強を頑張らなければならないよ）。
- 「～ぼ」 (「～ばい」と同じ。) … 語尾「～ばい」を「～ぼ」と言うことがある。「～ばい」よりも砕けた男言葉。同等か目下の者に使う。若い世代ではあまり使われない。
- 「わ〜」（＝超〜） … 用言のまえに付いて強調を表す。わいさぎ、わいさし（＝超大変）。わいた（＝超痛い）

### 名詞関連

#### あ行
- 「あご」（＝口。物言い） … 「あごが立つね」（＝話し上手だね。口が達者だね。）「あごばっか叩くな」（＝口答えするな）。「世の中、あごたい」（＝世の中は口ひとつでどうにでもなる）古語でもある。また、九州では「トビウオ」意味もある。「アゴん刺身」（＝トビウオの刺身）
- 「あしのだい」…足の甲
- 「あど」（＝かかと）特に、靴のかかと部分を指すことが多い。
- 「あとぜき（後塞）」… 出たあとのドアや扉、引き出しやロッカーなどを閉めること。後閉め。「せき」は昔の街道の関や河川の堰、のどの咳と同じで通路を妨げること。標準語と誤解している言葉の一つ。マナーとして「あとぜき（をしましょう）」と書いた紙を教室のドアに貼って励行している小学校が多い。
- 「あんじゃもん」 … 兄、お兄さん。兄貴分
- 「いげ」 … 魚ないし植物の「とげ」を意味する。のどにとげが刺さった場合は「のどにイゲん刺さった」という。中国地方の「イギ」と同じ。
- 「いっぴ」 … 月初めの「1日」（ついたち）のこと。「4月1日（しがついっぴ）」のようにいっぴが多用され、ついたちと言う人の方が少ない傾向にある。
- 「いひゅうもん（異風者）」 … 変わった（ことをする）人、個性や我の強い人の意。
- 「いん」（＝犬）…標準語で「犬が居る（いる）」を熊本では「インの居る（おる）」と言う
- 「うーぎんたま」…陰嚢水腫のこと。肥後のうーぎんたまとも呼ばれる。
- 「うーばんぎゃあ（大番外、「大」＝「うー」、「番外」＝「ばんぎゃあ」）」…大雑把の意味。ただし、最近はこの言葉自体知らない人が多い。
- 「うんべ」（ムベ） … 常緑つる性木本植物。
- 「おとっじょ」 … 弟
- 「おひめさん」 … ものもらい（麦粒腫）。

#### か行
- 「がね」 … カニ。特にワタリガニを指す。サワガニのことも「さわがね」と呼ぶ。
- 「からいも（唐芋）」 … さつまいも。中国の唐から九州に伝わったため。
- 「くつぞこ」 … 舌平目。「靴底」から来ていると思われる。

#### さ行
- 「じごんす」 … 肛門。西九州では「穴」のことを「ス」と言い、肛門も穴であるから「ス」であり、古語のひとつでもある。江戸時代までは銃口のことを「巣口」と書いて「すくち」と言ったが、これも穴の口という意味である。アリジゴクを熊本弁でジゴ虫と言い[要出典]、ジゴ虫の巣の事を「じごのす」と呼んでいる。転じて形の似ている肛門をさす隠語となった。また、また、西九州で内臓のことを「じご」と呼ぶため、「じご→内臓」、「ん→の」、「す→穴」となったと考える者もいる。
- 「しゃあ」 … 惣菜。「菜（さい）」が訛ったもの。
- 「じゅったんぼ」 … 水溜まり。
- 「知ったしゃん」 … 知ったかぶりをする人の事。「しゃん」は幼児や愛称の「ちゃん」に相当するもので、いわば「知ったちゃん」と解釈できる。
- 「すいっちょん」 … キリギリス。鳴き声から。

#### た行
- 「だご」（＝団子）…「だごじゅ、だごじゅる」（＝団子汁）、「いきなりだご」（＝いきなり団子）
- 「だら」（＝馬鹿者・愚か者）…「こんだらが！」（＝この馬鹿者が！）　本来は糞尿の意味。だらがめと言えば、汲み取り式便所の糞尿を入れた甕のことだった。
- 「つ」（＝かさぶた）…「つん剥げた」（＝かさぶたが剥げた）
- 「てしお」…小皿（手塩皿）。
- 「てなんかけ」…肩甲間部。
- 「とつけむにゃあ」 … 「とんでもなく」の意味。

#### な行
- 「なば」 … キノコ、九州地方の方言。
- 「にくじ」（＝意地悪） … 意地悪をする人、性格の悪い人の事を指す意味もある。
- 「にがごり」「にがごーり」 … にがうり・ゴーヤー。

#### は行
- 「はいお」 … カジキマグロ。「びきたん」
- 「びきたん」 … カエル。特にアマガエル。
- 「びんた」…頬。
- 「ひともじ」 … わけぎ・小ねぎ。ひともじを湯がき、小さく折ってまとめ、酢味噌を掛けた物を「一文字のぐるぐる」といい、熊本の郷土料理の一つ。
- 「ひま」（＝時間） … 「えらいひまんいったね」（＝やけに時間がかかったね）
- 「ふうがみ・ふがみ」…下腹部。
- 「へき」 … 肩甲間部。

#### ま行
- 「まいげ」 … 眉毛
- 「めめ・めめじょ」…女性器の隠語。
- 「めっけん」…額。
- 「もっこす」 … 「肥後もっこす」と言えば、熊本県民性を語るときにまちがいなく出てくる言葉。頑固者、偏屈者の意味[10]。
- 「もやい（催合）」 … 「催し合い」の略語。共同所有のことを指す。江戸時代において全国的に使われた「もあい」の訛ったものであろう。「もやい館」の名を聞いて「モアイ館？」と勘違いする他県人も少なくない。また、女性などは丁寧語の「お」を付けて「おもやいしましょう」（＝共同で使いましょう・一緒に使いましょう）などと言う。

#### や行
- 「よな」 … 火山灰。特に阿蘇山のものを指す。
- 「よめご」（＝妻・（他人の）奥さん） … 自分の妻はもちろん、同僚や目下の奥さんについても使う。

#### ら行
- 「りごう（離合）」…狭い路地等での車でのすれ違いの事。標準語と誤解している言葉の一つ。ただし関西以西で広範囲に通じる。

#### わ行
- 「わさもん（早生者）」 … 新しいものが好きな人の意。これも県民性の一つにあげられる。
- 「わくど」 … ヒキガエル。
- 「わっこしゃん」 … ヒキガエル。

### 接続詞・接続助詞
- 「ばってん」は逆接「しかし」「しかしながら」「だろうけれども」の意。県外でもよく知られる熊本方言の1つ。「英語のbut thenがこの語の語源である」との説が一時期まことしやかに言われたが[11]、偶然の一致で、現在これを本気にする者はいない。「（され）ばとて」が転訛したもの、が今日の一般的見解である。文頭では「そるばってん」「そばってん」と言うことも多い。相手を否定せず異論・反論をしやすい。「肥後の議論倒れ」の一因かも知れない。球磨郡東南部、葦北郡一部、阿蘇郡東部・南部では、「どん」「いどん」も用いる[12]。
- 「〜けん」は順接「〜だから」をあらわす接続助詞。「寒いから外出したくない」なら「寒かけん外に出よごんなか」という。これは熊本弁に限らず、中国・四国地方や北部九州で使われる「〜けん」「〜けえ」と同様の用法で、熊本弁と云うより西日本語と云えよう。一方、県南部の葦北・球磨・天草の高齢層では「で」を用い、鹿児島弁と共通する[13]。
- 「〜ちゃ」（＝で。でも） … 「帰らんちゃよか」（＝帰らなくてもいいよ）。ばってん荒川・島津亜矢の歌のタイトルの1つ。ただし、本来は「てちゃ」と思われ、年配者は「帰らんてちゃよか」と言う。
- 「〜ちか」（＝なのに） … 「日曜ちか学校に行かないかん」（日曜なのに学校に行かなければならない）。年配の人間はほとんど使わず若者中心に使われている珍しい方言である。
- 「〜ちゃん」（＝へ） … 「どっちゃん行く。」（＝どっちへいく。）。「あっちゃん行け。」（＝あっちへいけ。）。「こっちゃん来い。」（＝こっちへこい。）。
- 「〜さん」（＝へ） … 「どこさん行く。」（＝どこへいく。）。「右さん行け。」（＝右へいけ。）。「福岡さん行ってきた。」（＝福岡へいってきた。）。「ここさん来い。」（＝ここへこい。）。

### 尊敬語・丁寧語
- 「〜さす」（＝〜される） … 動詞の尊敬語。「あん人はみょうなことばっか言わすもんね」（＝あの人は変なことばかり言われるんだよね）。「これ、誰がすっと？」「先生がさすって」（＝これ誰がするの？ 先生がされるんだって）。「さす」は「刺す」の意でも「摩る（さする）」の意でもないので注意。第三者に対して用いられる。第二者に対して「あたは何の仕事ばさすと？」とは使わない。
- 「〜しよらす」（＝〜してらっしゃる） … 「〜さす」の進行形。「義兄さんならさっき電話ばしよらしたよ」（＝義兄さんならさっき電話をしてらっしゃったよ）。また「散歩ん連れてって欲しか〜つて、ポチが玄関前で待っとらすたい」（＝散歩に連れて行って欲しいよって、ポチが玄関前で待っているよ）のように、動物や目下の人に対しても使う。この場合は丁寧語か。ただし「しよらす」は、地域によっては尊敬語でなく「〜しやがる」の意味に取られる。「〜しよらす」を尊敬語として用いるのは天草地方等で、熊本市から八代市地区での使用は控えたほうがよい。
- 「〜なはる」（＝〜なさる） … 「さっき課長が「こけけ」って言いよんなはったよ」（＝さっき課長が「ここに来なさい」っておっしゃっていたよ）。「教授なら喫煙室におんなはったよ」（＝教授なら喫煙室にいらっしゃったよ）。「〜す」「〜さす」よりさらに丁寧な響きを持つ。「〜さす」とは異なり、第二者に対しても用いられる。
- 「〜らる」（＝親しみを込めた「〜しやがる」）…目下の者・幼児・愛玩動物等のことを第三者に語るときに用いる。「ポチ（犬）が玄関で待っとらる」（＝ポチが玄関で待っている）と言い、共通語で適切な訳ができないが、わらべ歌の「かごめかごめ」の中にある「いついつ出やる」の「〜やる」と同じようなニュアンスをもち、近畿地方で風にいえば「玄関で待つてやる」に相当するものであり、目下敬語と侮蔑語「〜やがる」の中間と言えよう。
- 「〜しなっせ」（＝〜しなさい。〜してみなさい） … 「ぬっかうち、早よ食べなっせ」（＝温かいうちに早く食べなさい）。
- 「はいよ」（＝ください）…「〜してはいよ」（＝〜してください）

### 外来語
- 「ボーブラ」（＝かぼちゃ） … ポルトガル語でカボチャを指す"Cambodia abobora"（カンボジャ・アボボラ、カンボジアの瓜）から。民謡「おてもやん」の歌詞「春日（地名）ボーブラどん達ゃ…」（＝春日の南瓜さん達は）で知られ、江戸時代には大阪をはじめ広い地域で使われ、書籍等の出版物にも「南瓜」の漢字に「ぼうぶら」と振り仮名されていたほどであるが、現在は九州・中国・四国・北陸の一部でしか使われない。なお「カボチャ」という表現も同じ語の「カンボジアの」から来ている。また「南蛮」とも言う。
- 「オッペシャン」（＝みにくい・不細工）「あん人はおっぺしゃんだん。」（＝あの人は不細工だもん）明治時代に英語とドイツ語が入ってきた際、英語の"opposite"（オポジット、反対）とドイツ語の"shon"（シャン、美しい）を合わせた言葉と言われている。[要出典]　平たく言えば「ブス」。しかし単なるブスではなく、ブスではあるけれども愛嬌があり、十分に賢く、他人に対する思いやりのある人に対する一種の敬称という意味合いが強い。
- 「バンコ」（＝縁台・長椅子） … ベンチを意味する南欧語（伊、西、葡：banco）に由来する（特に南蛮貿易、キリシタン布教とかかわりの深いポルトガル語の影響が強いと推定される）。ちなみに銀行を意味する英語「バンク」も、昔の欧州の金融機関では長椅子の上で金貨を数えたことに由来すると云う。

### 人称
一人称
- 「おい・おる・おっ」（＝オレ） … 「んにゃ、（せんちゃ）よかっ。おっがすっ」（＝いいや、（しなくて）いい。オレがする）。
- 「おったい」「おんたん」（＝オレたち。われわれ）
- 「おっどん」（＝オレたち。われわれ） … 俺共（おれども）の変。鹿児島弁として有名な「おいどん」と同じ意味。
- 「うち」（＝私） … 女性が多く使用する。

二人称
- 「ぬし」（＝お前） … 「お主（おぬし）」の「お」が取れたもの。「ぬしゃ」（＝お前は）の形でよく使われる。「ぬしゃ、アゴばっか叩いちかっ」（＝お前は、口答えばかりしやがって）。
- 「あた」（＝あなた） … 「あーたんゆうこつが正しか」（＝あなたの言うことが正しいよ）。
- 「自分」（＝お前） … 同輩、もしくは目下の者に対して使う。「自分、もう飯食った？」（＝お前、もうご飯食べた？）。当然ながら、「私（一人称）」の意味も持っているので、文脈で判断しなければならない。
- 「じん」（＝あなた）
- 「わ・わっ」（＝お前）…「わらなんばしよっとか？」（＝お前は、何をしているんだ？）
- 「わっどん」（＝お前たち）…「わっどみゃなんばしよっとか？」（＝お前たちは、何をしているんだ？）

- 「わりゃ」（=お前）…「わりゃ泣かすっぞ」（=お前泣かせるぞ）攻撃的な言い方が転じて、親しみを込めた合いの手としても使う。

### その他

#### あ行
- 「あいた、しもた〜」（＝ああ、しまった） … 失敗したときなどに、つい発する言葉。「あいた」は他に「あちゃー」「あいちゃー」などとも言う。
- 「うんにゃ」（＝いいえ・違う） … 否定の際の返事。

#### か行
- 「がっぱ」（＝がっかり） … 「よかおなごんこがおらんかったけん、がっぱした」（＝いい女の子がいなかったから、がっかりした）。「がっぱっすっ」でがっかりする。
- 「〜がた」（＝〜分） … 「りんごば、100円がたはいよ」（＝りんごを100円分ください）。
- 「かつがつ」（＝それぞれ、別々、その都度）
- 「かったり」（＝ちゃっかり・かっちり・きちんと）…「かったるか人」は几帳面な人という意味で使用される。
- 「かんぽす」（＝中がスカスカ。できの悪い果実）
- 「〜きる・しきる」 （＝〜できる）… 基本、熊本に限らず九州地方で使用される。「オレ、6面作りきる」（＝オレ、6面を作ることができる）。「もう食べきらん」（＝もう食べられない）。「そがんこつ、しきらん」（＝そんな事はできない）「ぬしゃ、これしきっや？」（＝お前、これができるか？）。特に「しきる」は九州人が標準語と誤解している言葉の一つ。英語の「可能」を意味するcanに相当する語であるのだが、九州方面以外の人はこの言葉を聞いた際にしばしば「仕切る」の方と取り違える事がある。「しきらん（できない）」は、その他「でけん」とも言う場合もあり、また「でけん」は「ダメ」の意味も持つ。近畿・中国・四国地方の「ようせん」と全く同様な意味を持ち、「する能力を持っていない」が正確な意味であろう。

この言葉の使用者の多くが標準語と思って使用してしまう一つの理由に「する」「しない」との関連性もあると思われる。厳密に言えば「しきる」「しきらん」は「する事ができる」「する事ができない」と訳した方が、よりこの方言のニュアンスに対して正しいかも知れない。なぜなら単純に「する」「しない」だけを、例えば熊本弁にするなら「すっ」「せん」と、それぞれに相対する方言が存在するからである。「おっがすっけん。」（＝俺がするよ。）「しゃんこつせんばい。」（＝そんな事しないよ。）
- 「ぐらりする（〜きた）」（=がっかりする／がっかりした）

- 「こぎゃん」（＝このように・こう）、「あぎゃん」（＝あのように・ああ）、「そぎゃん」（＝そのように・そう）、「どぎゃん」（＝どのように・どう）「こがいに」の訛り。頻出語であり、「あがん・こがん・そがん・どがん」「あげん・そげん・どげん・こげん」等、地域・人によって変化もある。また、「こぎゃん」は「ぎゃん、「そぎゃん」は「しゃん」等、略される場合もある。用例として、「そぎゃんタイ」（＝そのとおりだよ）、「点数ん取れんかったぁー、どぎゃんしょー」（＝点数が取れなかった、どうしよう）などと用いる。熊本人に道を尋ねると「ぎゃん行って、ぎゃん行って、ぎゃーんたい」（＝こう行って、こう行って、こうだよ）と返事が来るかも。
- 「こけ」（＝ここに）、「あっけ」（＝あそこに）、「そけ」（＝そこに）、「どけ」（＝どこに）等、場所をあらわす語。「ここに」が「ここい」となり、「こけ」となったものと考えられる。例えば「来い」を「け(ぇ)」と言うのと同様。
- 「こしこ」（＝これだけ）、「あがしこ」（＝あれだけ）、「そがしこ」（＝それだけ）、「どがしこ」（＝どれだけ）の「しこ」は数量をあらわす接辞で、標準語にも「しこたま」の「しこ」として残るものである。「こぎゃしこ・あぎゃしこ・そぎゃしこ・どぎゃしこ」とも言う。
- 「こつ」（＝こと） … 「そぎゃんこつあったっち、ほんなこつね？」（＝そんなことがあったって、本当（のこと）ね？）。「言いばっすうごつ」（＝言っていないのに。言うわけがないだろうに）。

#### さ行
- 「さしおり・さしより」（＝とりあえず、さしあたり） … 「さしおり、生ビールば2つ」（＝とりあえず、生ビールを2つ）。 古語の「指し寄り」（最初、とっかかり、さしあたり）が残ったもの。熊本県人が標準語と誤解している言葉の一つ。
- 「しゃん」（＝そんなに） … 「体んきつかなら、しゃんむりせんでんよかばい」（＝体がきついなら、そんなに無理にしなくてもいいよ）。「しゃんむっでん（むりでん）、しょごたる」（＝どうしても無理でも、したい）。
- 「しゃん」（＝さん） … 「山本しゃん」（＝山本さん）
- 「じゅっくり」（＝（汗）びっしょり） … 「汗じゅっく」の形で使われる。「ぬっかねー。ちょっと歩いただけで汗じゅっくになった」（＝暑いねー。ちょっと歩いただけで汗びっしょりになった）。
- 「しょんなか」（＝仕方がない。しょうがない） … 「やらなしょんなかたい」（＝やらなきゃ仕方がないよ）。標準語の「仕方ない」より、割合肯定的・前向きに使われる。
- 「そすと・そすとしゃが」 （＝そうすると）… 「そすと…、こっもかな？」（＝それと…、これもかな？）。「そすとしゃがよかけん」（＝そうするといいよ）。
- 「そろっと」（＝そっと） … 「そろっと扱えよ。」（＝そっと扱えよ。）標準語の様に「非常に丁寧に」と言う場合には「そ〜っと」となる様に「そろ〜っと」となる。同じ表現で「そろそろ」の意味もある。「そろっと帰ろうかな。」（＝そろそろ帰ろうかな。）

#### た行
- 「てれっと・てれーっと」（＝ボケッと・ダラダラ）…「ぬしゃ、なんてれっとしよっとか！？」（＝お前何をボケッとしているんだ！？）類似した意味で「ずんだれ」（＝だらしない）もある。

#### な行
- 「なったけ・なっだけ」 （＝できるだけ）… 「忙しかろばってん、なったけ早よお願いね」（＝忙しいだろうけど、できるだけ早くお願いね）。「なるたけ・なるだけ」の訛り。
- 「なんさま・なんさん」 （＝とにかく・なにしろ）… 「なんさま急げって」（＝とにかく急げって）。「何様！？」の意味ではない。「何」は「どんなでも」、「様」は格好など、ひいては理屈・体面等であり、「どんな不恰好を晒してもいいから」「理屈などどうでもいいから」という意味である。

#### は行
- 「バカのすってんの」（＝バカだのアホだの） … 「そぎゃんこつばしよったら、バカのすってんのってゆわるっぞ」（＝そんなことをしていたら、バカだのアホだのボロクソに言われるよ）。 鹿児島弁では「バカすったん」という。
- 「ばっ！？」 … 驚いたときに熊本県人の口からつい出てしまう感動詞。ほとんどの場合で絶句をともなう。その他「わいたー！？」等も使われる。テレビ熊本が2004年に「ば。が生まれるテレビ」とキャッチフレーズとして使用。
- 「ひちゃかちゃ」（＝めちゃくちゃ） … 「事故ってバイクんひちゃんかちゃんなったったい」（＝事故してバイクがめちゃくちゃになったんだよ）。「好かんけんっつて、あいつんこつばひちゃんかちゃんゆーなよ」（＝嫌いだからって、あいつのことをめちゃくちゃいうなよ）。
- 「びゃんびゃん」（＝どんどん） … 「びゃんびゃんせにゃならんたい」（＝どんどんしないといけないよ）。
- 「ほー」（＝ほら） … 「あったい、そけ、ほー」（＝あるよ、そこに、ほら）。掛け声的に「あのほー」（＝あのね。あのー、ほら）。

#### ま行
- 「まちごうとる」（＝間違っている） … ただしこの語は隠喩として、相手が精神的障害を持つ、本当に気が違っている、ということを表すことがある。（敵意や排他よりも同情や哀れみの意が込められていることが多い）

#### わ行
- 「わけくち」（＝わけ） … 「わけくちゃ分からんこつばゆーな」（＝わけが分からんことを言うな）。

### その他、通常の意味とは多少違う使用法の言葉
- 「汽車」 … 通常は蒸気機関車もしくはディーゼル機関車に用いられるが、JR・私鉄等の「電車」であっても「汽車」と表現される場合が多く、「電車」と熊本で言えば「市電（路面電車）」か「菊池電車」の事を指す。ただし、阿蘇地方や人吉地方の山間部、宇土半島の海岸部などの一部区間では、現在もJRでディーゼル機関車が運行している。
- 「来る」 … 通常は相手がこちら側に〜という場合に使用される言葉だが、相手のいる場所に「行く」という場合でも、英語などと同様で「来る」と表現する。「今からそっち来っけん。」（＝今からそっちに行くよ。）
- 「市内」 … 熊本県内では熊本市を指す。「市内に行ってきた」と言ったら熊本市に行ってきたことを表す。熊本市内で市内という場合は、熊本市の中心街（下記のまち）を表す。
- 「飲み方」 … 通常はそのまま「飲む方法」の意味だが、「飲み会」の意味でも使われる。また、「飲ん方」ともいう。
- 「まち」 … 「町」ではなく「街」の意味で、熊本市内の熊本城下の中心街（上通り、下通り、新市街周辺）を指し、「まちに行こう」と言ったらこのあたりに行く事を表す。
- 「リバテープ」 … 本来は熊本県の企業リバテープ製薬株式会社の事だが、熊本では「リバテープ」=「救急絆創膏」の意味で使用されているケースが多い。

## 熊本弁が登場する作品

### 文学
- 石牟礼道子『苦界浄土 わが水俣病』
- 岩代浩一　『ドンカッチョのうた「バンカラ太平記」』人間の科学社刊

### 音楽
- おてもやん - 熊本民謡の代表格とも言われる。
- この街（森高千里、1991年）
- 薹が立つ（森高千里、1996年）
森高は熊本市の出身。
- 生きたらよか（関島秀樹作詞・作曲・歌） 「帰らんちゃよか」の題でばってん荒川、島津亜矢によってカバー。
作者が熊本県の出身。歌詞は「…やけん」（熊本市周辺では「…だけん」となる）等、関島の出身地である荒尾市周辺の特徴が表れている。

### 漫画
- 巨人の星

主人公の星飛雄馬の高校野球時代からのライバルでもある左門豊作が熊本県の出身（熊本農林高校）という設定であり、左門は架空の人物ながらある時期最もよく知られた「熊本県人」の一人だった。
ただし、漫画あるいはアニメで左門が話す「熊本弁」は、むしろ九州外の読者・視聴者のイメージに合わせた「最大公約数的九州ことば」というべきものであり、現実の熊本弁にはあまり則していない。ちなみに左門が熊本から呼び寄せて一緒に住んでいた弟・妹たちは、基本的に熊本弁らしき言い回しは用いていない。
- セクシーコマンドー外伝 すごいよ!!マサルさん（うすた京介、1995 - 1997年）

作者のうすたが熊本県の出身であり、ヒロインの北原ともえ（モエモエ）が時折熊本弁を話す。単行本では熊本弁講座もある。
- ピューと吹く!ジャガー（うすた京介、2000年 - ）

うすたの漫画作品。熊本が舞台となった話の中に、会話のほとんどが熊本弁で行われる話もある。
- クッキングパパ（うえやまとち）

主人公の荒岩一味の同級生だった「白川拓男」をはじめ、熊本在住のキャラが熊本弁を話す。
- クレヨンしんちゃん（臼井儀人、1990年 - ）

主人公の野原しんのすけの母・みさえが熊本県の「アソ市」出身であり、自身の両親や姉妹と話すときは熊本弁で話す。
なお、「アソ市」は同作品の連載・放送が開始した時点では「熊本県にあるという設定の架空の市」だったが、その後2005年の町村合併により現実に「阿蘇市」が発足した。
- 俺たちのフィールド（村枝賢一、1991年 - 1998年）

準主役格のひとり、磯野拓郎が有明町（2006年まで実在した天草郡有明町かどうかは不明）出身で、熊本弁を話す。作者の村枝も葦北郡の出身であり、方言表記はかなり的確である。
- ケロロ軍曹（吉崎観音、1999年4月 - ）

ケロロ軍曹の父親が使うほか、息子のケロロ軍曹や彼の部下であるタママ二等兵も怒った時などに熊本弁を話す。
なお、作者の吉崎は長崎・熊本・鹿児島出身（生まれは長崎県諫早市）であり、熊本弁やいきなり団子・デコポンなどの熊本の物が出てくる比率がかなり高い。
- ONE PIECE（尾田栄一郎、1997年 - ）

作者の尾田が熊本市の出身。
- テニスの王子様

四天宝寺中の千歳千里が熊本県の出身で熊本弁を喋り、ゲームではいきなり団子などの熊本の物が出てくる。なお、不動峰中の橘桔平も千歳と同じく熊本県出身だが、東京にいるため滅多に熊本弁を喋らない。
- 放課後ていぼう日誌

舞台が芦北町をモデルにした「熊元県芦方町」であり、主要登場人物の黒岩悠希をはじめとして数人が熊本弁を使っている。テレビアニメ版では黒岩や赤井繁松、主人公の父親などの熊本弁話者の役に熊本県出身の声優が起用されている。
- 六三四の剣

登場人物の一人、有働大吾が熊本県の出身であり、熊本弁を使用する。

### ゲーム
- キラ☆キラ
- 高機動幻想ガンパレード・マーチ - 熊本県内を舞台に学徒動員された主人公達が戦い生き残るゲーム。本作では、一名のみが熊本弁の話者である。

### アニメーション
- 47都道府犬 - 声優バラエティー SAY!YOU!SAY!ME!内で放映された短編アニメ。郷土の名産をモチーフにした犬たちが登場する。熊本県は西瓜がモチーフの熊本犬として登場し、『わっはー、太陽がまぶしかぁー。』など話す。声優は、熊本県出身の釘宮理恵が担当している。

### ドラマ
- いだてん〜東京オリムピック噺〜 - 第1部の主人公である金栗四三が熊本県の出身であり、熊本に住む妻子・親族はもちろん、熊本で出会った弟子の小松勝も熊本弁を使用する。

## 関連人物
- 金田一春彦
- 吉村紀子